# Turkestaanse Autonome Socialistische Sovjetrepubliek
De Turkestaanse Autonome Socialistische Sovjetrepubliek, Turkistaanse Autonome Socialistische Sovjetrepubliek of Turkestaanse ASSR (Russisch: Туркестанская Автономная Советская Социалистическая Республика; Toerkestanskaja Avtonomnaja Sovjetskaja Sotsialistitsjeskaja Respoeblika) was een autonome socialistische sovjetrepubliek van de Sovjet-Unie.
De  Autonome Socialistische Sovjetrepubliek was gelegen  in Centraal-Azië die werd geformeerd op 30 april 1918 uit het generaal-gouvernement  Turkestan (West-Turkestan) van het Russische Rijk. Daarvoor, in 1917, poogden de invloedrijke Wolga-Tataren onder leiding van Mir Sultan Galiejev binnen de communistische beweging de Turkestaanse ASSR samen met de "Tataars-Turkse Gemeenschap" te verenigen in een "Groot-Turan". Ten noorden hiervan lag Alaş Orda, dat onder de controle stond van Alichan Boekejchanov.
In maart 1918 werd door communistische sympathisanten - merendeels van Russische afkomst - deze ASSR uitgeroepen. Pjotr Kobozev, een etnische Rus, werd voorzitter van het Centraal Uitvoerende Comité, en daarmee in feite regeringsleider van de autonome republiek. Kobozev was tevens tijdelijk minister-president (voorzitter van de Raad van Volkscommissarissen). Turkestan lag tijdens de Russische Burgeroorlog midden in de vuurlinie. Uiteindelijk lukte het het Rode Leger om Turkestan voor de communisten te behouden en de Basmatsjiopstand neer te slaan.
In 1920 werd de Turkestaanse Communistische Partij (TCP) opgericht. De TCP bleek al snel een satelliet partij te zijn van de Russische Communistische Partij (RCP). De TCP werd de leidende partij in de Turkestaanse Autonome Socialistische Sovjetrepubliek.
In 1921 werd de Turkestaanse Autonome Socialistische Sovjetrepubliek onderdeel van de Sovjet-Unie. Toen Turkestan een onderdeel was geworden van de Sovjet-Unie, bestond er voor de Russische leiders in Moskou geen gevaar meer dat Turkestaanse nationalisten een onafhankelijke republiek zouden proclameren. De etnische Russische ministers in Turkestan konden dan ook worden vervangen door etnische Turkestanen. Desondanks bleef er bij de Russische leiders de angst aanwezig dat de nieuwe leiders in Turkestan zouden kiezen voor een pro-nationalistische koers binnen de USSR en te weinig aandacht zouden schenken aan het communisme.
De hoofdstad van de Turkestaanse Autonome Socialistische Sovjetrepubliek was Tasjkent en de ASSR had een bevolking van ongeveer 5.000.000. Op 27 oktober 1924, aan het einde van de Russische Burgeroorlog in Centraal-Azië, was het inmiddels opgedeeld in de:
- Turkmeense Socialistische Sovjetrepubliek op het grondgebied van de voormalige kanaten van Buchara en Khiva (nu Turkmenistan);
- Oezbeekse Socialistische Sovjetrepubliek (nu Oezbekistan en Tadzjikistan);
- Kara-Kirgizische Autonome Oblast op het grondgebied van het Kanaat van Kokand (nu Kirgizië);
- Karakalpakse Autonome Oblast (nu de autonome republiek Karakalpakië binnen Oezbekistan).

Op 5 december 1924 werd de Turkestaanse Autonome Socialistische Sovjetrepubliek opgeheven. Na de opdeling werd het gebied tot 16 februari 1925 nog centraal vanuit Moskou geregeerd. Op 25 oktober 1929 werd de Tadzjiekse Socialistische Sovjetrepubliek afgescheiden van de Oezbeekse Socialistische Sovjetrepubliek (nu Tadzjikistan).

## Twee Kirgizische ASSR's
Tijdens de Turkestaanse ASSR werd op 26 augustus 1920 de Kirgizische Autonome Socialistische Sovjetrepubliek gesticht, dat het noordelijke deel van het huidige Kazachstan omvatte. Toen de Turkestaanse Autonome Socialistische Sovjetrepubliek werd opgeheven, werd hieraan ook de Karakalpakse Autonome Oblast en het zuidelijke deel van Kazachstan toegevoegd. In april 1925 werd deze hernoemd naar de Kazachse Autonome Socialistische Sovjetrepubliek, die op 5 december 1936 werd geherformeerd naar de Kazachse Socialistische Sovjetrepubliek, met de afsplitsing van de Karakalpakse Autonome Oblast die onderdeel werd van de Oezbeekse Socialistische Sovjetrepubliek.
De Kara-Kirgizische Autonome Oblast werd na de opheffing van de Turkestaanse Autonome Socialistische Sovjetrepubliek op 14 oktober 1924 onderdeel van de RSFSR om op 1 februari 1926 om te worden gevormd naar de Kirgizische Autonome Socialistische Sovjetrepubliek. Op 5 december 1936 werd deze omgevormd naar de Kirgizische Socialistische Sovjetrepubliek.
Het feit dat er twee Autonome Socialistische Sovjetrepublieken waren met dezelfde naam is terug te voeren naar de betekenis van de woorden Kirgizisch en Kirgiezen in het dagelijkse Russische spraakgebruik. Aan het begin van de Sovjettijd werden in het spraakgebruik de Kazachen aangeduid als Kirgiezen (Kirgizy) en de eigenlijke Kirgiezen als Kara-Kirgiezen ("Zwarte-Kirgiezen"). De eigenbenaming Qasaq van de Kazachen komt in het Russisch namelijk overeen met de Russische benaming voor de kozakken (beide kazak). In het midden van de jaren '20 werd echter ook in het Russisch de benaming Kazachen (Kazatsjy) ingevoerd en werd bij de Kirgiezen het prefix Kara- weggelaten. Daarop werden ook de benaming voor hun gebieden veranderd.